# Sant'Anatolia di Narco
Sant'Anatolia di Narco é uma comuna italiana da região da Umbria, província de Perugia, com cerca de 567 habitantes. Estende-se por uma área de 47 km², tendo uma densidade populacional de 12 hab/km². Faz fronteira com Monteleone di Spoleto, Poggiodomo, Scheggino, Spoleto, Vallo di Nera.

## Demografia
| Variação demográfica do município entre 1861 e 2011                               |
|                                                                                   |
| Fonte: Istituto Nazionale di Statistica (ISTAT) - Elaboração gráfica da Wikipedia |